# Акант (Халкідіки)
40°23′54″ пн. ш. 23°52′42″ сх. д. / 40.39833° пн. ш. 23.87833° сх. д.

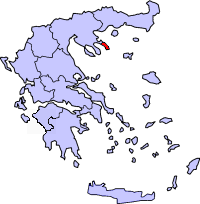
Півострів Айон-Орос

Акант (грец. Ἄκανθος) — давньогрецький поліс на півострові Айон-Орос, Халкідіки. Сучасне місто Ієріссос побудоване за декілька кілометрів на північний захід від стародавнього Аканта є туристичним центром, розташоване на відстані 116 км від Міжнародного аеропорту «Македонія» у місті Салоніки.

## Історія
Страбон та Клавдій Птолемей описували Акант як місто, розташоване на узбережжі Сінгітської затоки. Проте у сучасних дослідників не викликає сумніву помилковість свідчень давніх географів. Уже Геродот розповідає про Акант — поліс, зведений на березі затоки Стримонікос. Самоназва міста походить від назви рослини Акант.
За Фукідідом, Акант був заснований у 7 столітті, близько 655 року до н. е., як колонія вихідцями із Андроса на місці ще давнішого протогрецького поселення. Історичні згадки про місто, датовані 6 століттям до нашої ери, оповідають про участь Аканта у греко-перських війнах. На той час Акант був членом Афінського союзу, пізніше — Спарти. На початку 4 століття до н. е. Акант пережив свій розквіт, став цілком незалежним полісом і більше не приєднувався до жодних союзів. 348 до н. е. Акант був завойований Філіппом ІІ Македонським, пізніше місто було приєднане до області Урануполі. Близько 200 до н. е. Акант був завойований армією Римської імперії.
Місто відродилось лише у візантійську добу від новою назвою — Ієріссос, отримало статус єпископської кафедри і зажило собі слави завдяки чудовому білому вину — Акінфському. 1425 року Ієріссос був захоплений османами, а під час подій національно-визвольної боротьби місто було майже вщент зруйноване. На початку 20 століття Ієріссос був відновлений, проте 1932 року в результаті нищівного землетрусу місто знову на деякий час припинило своє існування. Ієріссос був вдруге відновлений, проте на новому місці, на північний захід від попереднього поселення.

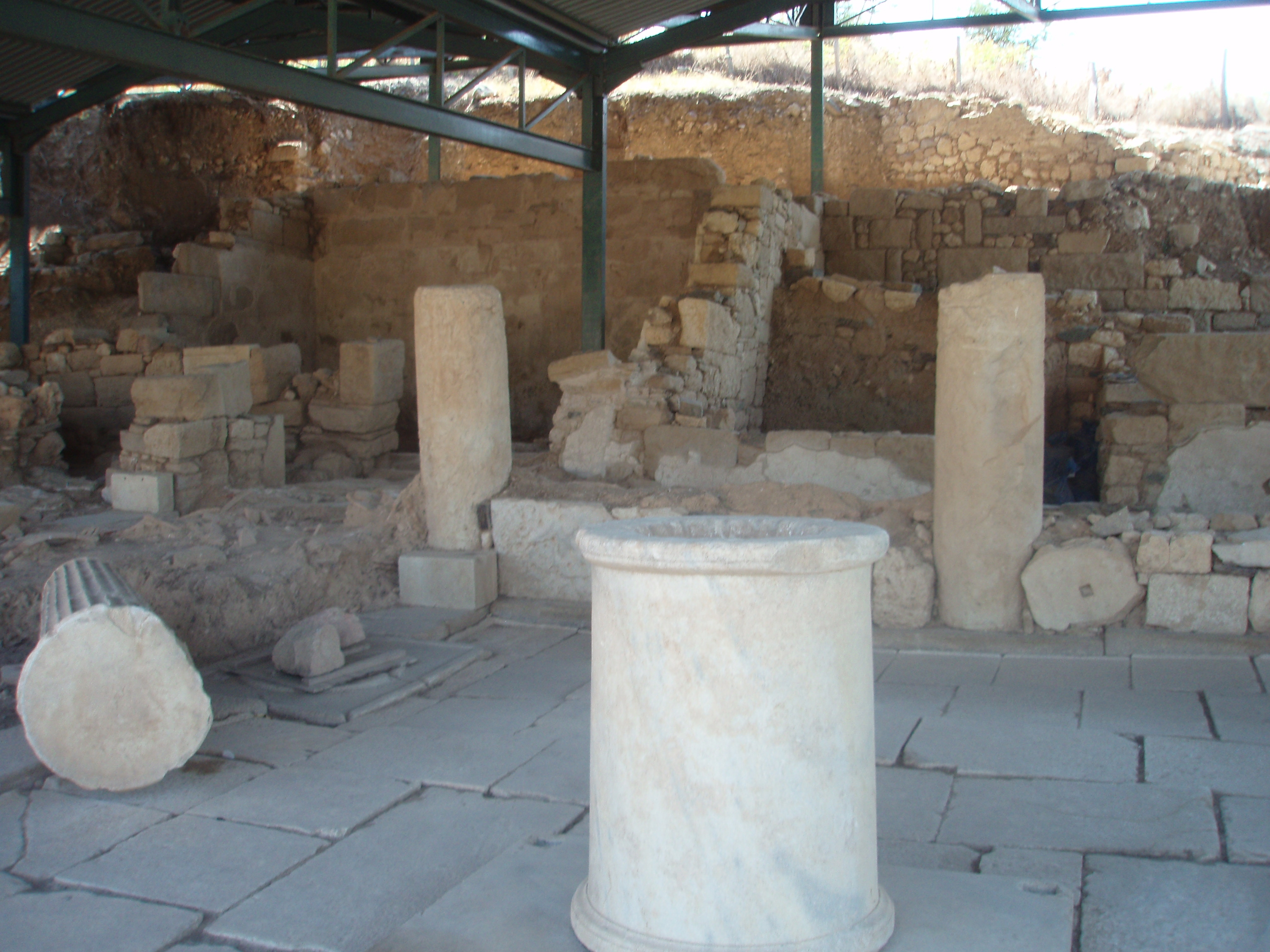
Руїни античної будівлі в Аканті

## Пам'ятки
- Руїни візантійської фортеці.
- Руїни візантійського храму, зруйнованого землетрусом.
- Башта Круна, зведена для захисту афонського монастиря Хіландар.
- Судоверф.

## Культура
Впродовж всього літа в Ієріссосі проводяться місцеві колоритні свята, виставки та фестивалі. Найбільш вражає свято Ту мавру ю т'алоні — Танок у багні мавронія, який святкується на третій день після Пасхи та символізує повстання 400 парубків аканфійців проти османського панування на початку Грецької революції 1821 року.
Також дуже важливими для міської громади є православні свята — день Пророка Іллі (20 липня), апостола Павла (29 червня) та Різдво Богородиці (8 вересня).